# رابطة المرأة القطرية
رابطة المرأة القطرية، هي رابطة نسائية تأسست في يناير 2011، مكونة من مواطنات قطريات فقط. تطرح حملات ومشاريع إعلامية هدفها نشر الوعي الديني والاجتماعي ووصلت بعضها إلى أصداء عالمية مثل: اظهر احترامك (بالإنجليزية: Reflect your respect)‏ الذي طُرح في قناة فوكس الإخبارية بالانجليزية:«فوكس نيوز» على برنامج العين الحمراء (بالإنجليزية: Red eye)‏.

## أهدافها
تهدف هذه الرابطة إلى تعزيز دور المرأة في المجتمع القطري وحماية الهوية القطرية الخليجية الإسلامية من التشوه بالإعلام الغربي كما أنها تدعو إلى الاحتشام والقيم الإسلامية ولها أنشطة دعوية.